# Ludwig Bamberger

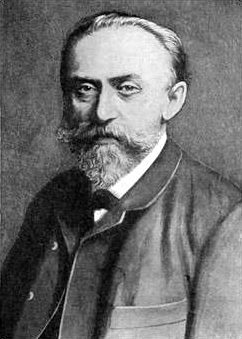
Ludwig Bamberger.

Ludwig Bamberger (sinh 22 tháng 7 năm 1823 – mất 14 tháng 3 năm 1899) là một nhà kinh tế học và chính trị gia người Đức
Bamberger được sinh ra trong một gia đình Do Thái tại Mainz. Sau đó học tại Gießen, Heidelberg và Göttingen, ông tham gia vào ngành luật.
Vốn là người ủng hộ Otto von Bismarck nhưng Bamberger đã chuyển sang đứng đầu phe ủng hộ thương mại tự do và phản đối chính sách bảo hộ mậu dịch, tư tưởng chủ nghĩa xã hội nhà nước và tham vọng thực dân của Bismarck.
Bamberger là một trong những đồng sáng lập của Deutsche Bank vào năm 1870.
Ông thường xuyên viết các bài thảo luận về các vấn đề kinh tế và chính trị của quốc gia, nhất là chủ đề tiền tệ, chiến phí, v.v...